# Haicheng, Anshan
Haicheng är en stad på häradsnivå som lyder under Anshans stad på prefekturnivå i Liaoning-provinsen i nordöstra Kina. Den ligger omkring 120 kilometer sydväst om provinshuvudstaden Shenyang. 
Antalet invånare var år 2010 1293877. Befolkningen bestod då av 631 668 kvinnor och 662 209 män. Barn under 15 år utgjorde 14,0 %, vuxna 15-64 år 76 %, och äldre över 65 år 9,0 %.